# Zimbabwei labdarúgó-válogatott
A Zimbabwei labdarúgó-válogatott (becenevükön A harcosok) Zimbabwe nemzeti csapata, melyet a zimbabwei labdarúgó-szövetség irányít. 1939-től 1964-ig az ország és a válogatott neve Észak Rodézia, majd 1980-ig Rodézia volt. A csapat 2004-ben szerepelt először az Afrikai Nemzetek Kupájában, világbajnokságra még egyszer sem jutott ki.

## Nemzetközi eredmények
COSAFA Kupa
- Aranyérmes: 3 alkalommal (2000, 2003, 2005)
- Ezüstérmes: 2 alkalommal

CECAFA-kupa
- Aranyérmes: 1 alkalommal (1985)

## Világbajnoki szereplés
| Év        | Eredmény      | Meccsek | Gy | D | V | LG | KG |
| --------- | ------------- | ------- | -- | - | - | -- | -- |
| 1930–1966 | Nem indult    | –       | –  | – | – | –  | –  |
| 1970–1974 | Nem jutott be | –       | –  | – | – | –  | –  |
| 1978      | Nem indult    | –       | –  | – | – | –  | –  |
| 1982–2014 | Nem jutott be | –       | –  | – | – | –  | –  |
| 2018      | Kizárták      | –       | –  | – | – | –  | –  |
| Összesen  |               | –       | –  | – | – | –  | –  |

## Afrikai nemzetek kupája-szereplés
| Év        | Eredmény      | Meccsek | Gy | D | V | LG | KG |
| --------- | ------------- | ------- | -- | - | - | -- | -- |
| 1957–1980 | Nem indult    | –       | –  | – | – | –  | –  |
| 1982–2002 | Nem jutott ki | –       | –  | – | – | –  | –  |
| 2004      | Csoportkör    | 3       | 1  | 0 | 2 | 6  | 8  |
| 2006      | Csoportkör    | 3       | 1  | 0 | 2 | 2  | 5  |
| 2008–2015 | Nem jutott ki | –       | –  | – | – | –  | –  |
| 2017      | Csoportkör    | 3       | 0  | 1 | 2 | 4  | 8  |
| Összesen  |               | 9       | 2  | 1 | 6 | 12 | 21 |

## Külső hivatkozások
- A zimbabwei labdarúgó-szövetség hivatalos honlapja
- Zimbabwe a FIFA.com-on Archiválva 2009. július 12-i dátummal a Wayback Machine-ben

1. ↑  The FIFA/Coca-Cola World Ranking. FIFA
2. ↑  World Football Elo Ratings. eloratings.net